# Tongas flagga
Tongas flagga är röd med ett rött grekiskt kors i den vita kantonen. Flaggan antogs formellt av parlamentet den 4 november 1875 och har proportionerna 1:2.

## Symbolik
Korset symboliserar kristendomen. Den röda färgen står för Kristi blod och den vita färgen står för renhet.

## Historik
Tongas första flagga var vit med ett rött grekiskt kors, och infördes av kung George Tupou I efter att han konverterat till kristendomen och grundat den självständiga monarkin Tonga 1845. När Röda korset antagit en identisk flagga 1863 omarbetades den tongolesiska flaggan och fick då dagens utseende. Flaggan infördes i författningen den 4 november 1875, och får enligt lagtexten aldrig förändras. Flaggan användes även under perioden som brittisk skyddsstat 1900–1970, till skillnad från andra områden som ingick i Brittiska Västra Stillahavsterritoriet som i egenskap av kolonier använde Blue Ensign eller den brittiska unionsflaggan med emblem.